# Busch Stadium
El Busch Stadium és un estadi de beisbol situat a la ciutat de Saint Louis, Missouri, Estats Units. És la seu de l'equip Saint Louis Cardinals de les Grans Lligues de Beisbol.
Va ser estrenat el 10 d'abril de 2006, amb el joc inaugural que va enfrontar als Cardinals i els Milwaukee Brewers (0-1). Aquesta mateixa temporada l'equip local es va adjudicar la Sèrie Mundial. Té una capacitat per 46.861 espectadors,i el seu cost final de construcció va ser de 365 milions de dòlars. L'estadi va suplantar a l'antiga seu dels Cardinals: el Busch Memorial Stadium.
El Busch Stadium va ser escenari del Joc de les Estrelles de l'any 2009.